# Kamienica przy Rynku 15 we Wrocławiu
Kamienica przy Rynku 15 – kamienica na wrocławskim Rynku, usytuowana w jego południowej pierzei zwanej Stroną Złotego Pucharu.

## Historia kamienicy i jej architektura

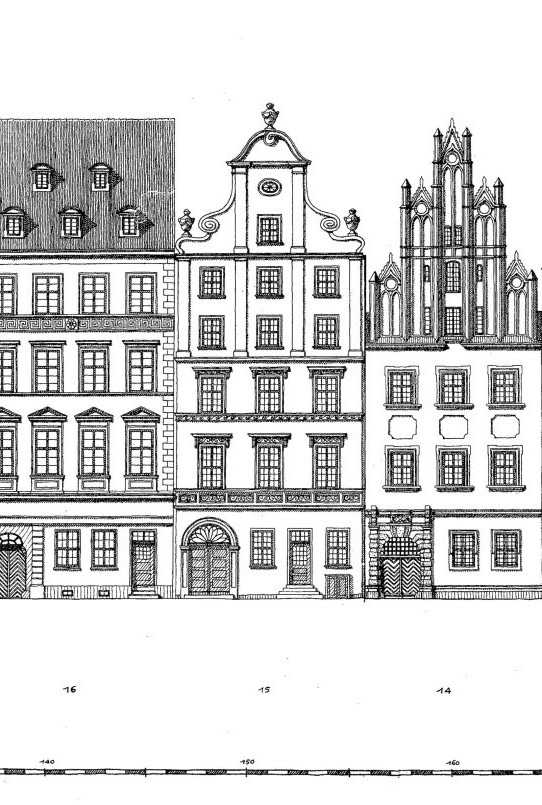
Rekonstrukcja kamienicy nr 15 według Rudolfa Steina, wygląd ok. 1800 roku

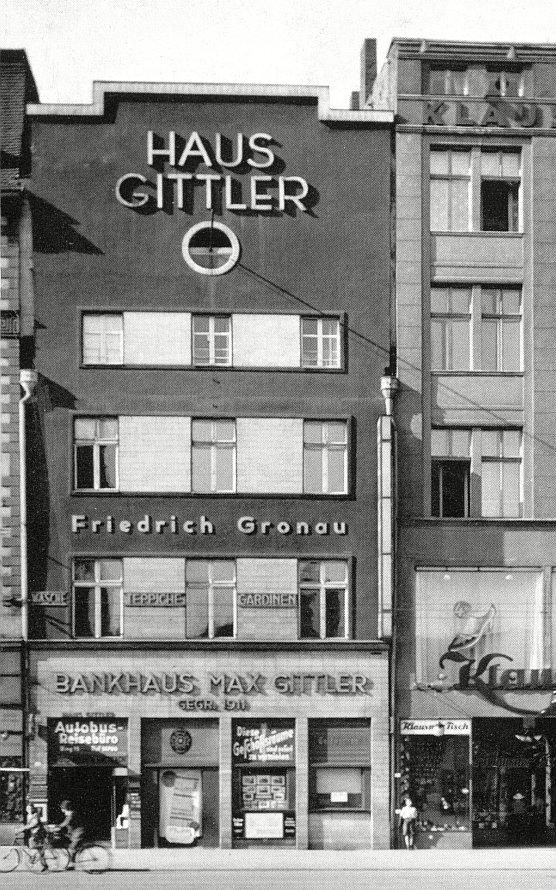
Wygląd kamienicy po 1925, modernistyczna fasada według projektu Oskara Hechta

Pierwszy murowany budynek na działce nr 15 wzniesiono w XIV wieku. Jego pozostałością jest kwadratowe, frontowe pomieszczenie piwniczne przekryte gotyckim, żebrowym, krzyżowym sklepieniem. W XV wieku kamienica została rozbudowana o drugi trakt. 
Około 1700 roku kamienica została przebudowana. Powstał wówczas trzykondygnacyjny budynek z dwustrefowym szczytem: dolna część miała dwie kondygnacje i trzyosiową fasadę ozdobioną lizenami rozdzielającymi osie okienne i wspierającymi gzyms, nad którym umieszczono jednoosiową, dwukondygnacyjną edykulę z odcinkowym tympanonem z wolutowymi spływami.
W 1879 budynek ponownie został gruntownie przebudowany: fasadzie nadano formę neorenesansową, zlikwidowano szczyt, a dotychczasowy dach zastąpiono dachem kalenicowym. Kolejne dwie przebudowy doprowadziły do zmiany form elewacji frontowej: w 1925 roku, za sprawą projektu Oskara Hechta, fasada nabrała modernistycznego charakteru. Fasada czterokondygnacyjnego budynku była pozbawiona jakichkolwiek zdobień, jej płaska powierzchnia została pomalowana na ciemny kolor. Okna na każdej kondygnacji były połączone w jedną całość i pomalowane zostały na jany kontrastowy kolor. Nad ostatnim oknem, na podniesionym płaskim szczycie umieszczona napis Haus Gittler. Na parterze znajdowały się proste okna i drzwi wejściowe a nad nimi szyld banku. W kamienicy, w latach 20. XX wieku swoją siedzibę miał Bankhaus Maxa Gittlera, założony w 1911 roku z pierwotną siedzibą przy ulicy Piłsudskiego 63.
W drugiej połowie lat 30. XX wieku elewację kamienicy ponownie poddano renowacji, przywracając skromne dekoracje okien oraz nadając szczytowi historyzującą formę.

### Właściciele i postacie związane z kamienicą
Przed 1410 rokiem budynek znajdował się posiadaniu Klemensa von der Wille. W latach 1410–1425 właścicielem kamienicy był kupiec i kramarz Peter Tschirwicz a do 1428 jego żona Margareth. W latach 1428–1432 właścicielem kamienicy był Nicolas Wechter a przez ostatnie dwa lata jego córki Agnes i Barbara. W 1432 roku kamienica została przekazana Agnes, córce Niclasa Oppecz i jej mężowi Petrusowi i była ich własnością do 1454 roku, czyli do śmierci Petrusa. Kamienicę odziedziczyła jedna z córek Barbara i jej mąż Hans von der Heide (druga córka, Agnes, otrzymała jako rekompensatę 12 grzywien czynszu za 150 grzywien). Przed rokiem 1486 właścicielem kamienicy stał się Hanns Hubner i pozostawał nim do 1501 roku
W 1671 roku budynek zakupił Ferdinand von Mudrach, a po nim odziedziczył go baron Ernst von Mudrach, który około roku 1742 sprzedał kamienicę i przeniósł się do zamku w Leśnicy. Po roku 1740 kamienica stała się własnością Johanna Ludwiga i Mathäusa Eichbornów, założycieli banku Eichborn & Co., działającego we Wrocławiu od 1728 do 1945 roku.

## Po 1945
Po II wojnie światowej, w latach 50., budynek został odbudowany według projektu Stanisława Zakrzewskiego, choć w wyniku działań wojennych w 1945 roku kamienica nie doznała zniszczeń konstrukcyjnych. Obiekt podwyższono o jedną kondygnację i dodano szczyt nawiązujący do barokowych form budynku z początku XVIII wieku. Nowy portal został przeniesiony z kamienicy przy ul. Rzeźniczej 23.

Po wojnie w kamienicy swoją pierwszą wrocławską siedzibę miało Polskie Radio. 29 września 1946 roku nadano stąd pierwszą audycję, co upamiętnia tablica o treści: 

W tym domu w 1945 r. mieściła się pierwsza siedziba Polskiego Radia we Wrocławiu. W 25. rocznicę nadania pierwszej polskiej audycji na fale eteru Towarzystwo miłośników Wrocławia. 29 września 1971 r.